# Theodor Redder
Theodor „Theo“ Redder (* 19. November 1941 in Werl) ist ein ehemaliger deutscher Fußballspieler. Als Aktiver von Borussia Dortmund gewann er 1965 den DFB-Pokal und 1966 den Europapokal der Pokalsieger.

## Leben
Redder wuchs in Werl auf und absolvierte eine Bäckerlehre.

### Sportliche Karriere

#### Von Werl in die Oberliga West, bis 1963
Der Amateurfußballer von SC Preußen Werl wechselte zur Runde 1961/62 zu Borussia Dortmund. Im ersten Jahr beim BVB gehörte er dem Amateurteam an. Im letzten Jahr der alten Fußball-Oberliga West, 1962/63, unter Trainer Hermann Eppenhoff kam er dann zu zwei Einsätzen in der Oberliga. Die Borussen erreichten die Vizemeisterschaft hinter Meister 1. FC Köln und zogen damit in die Endrunde um die deutsche Meisterschaft ein. Zu seinem Oberligadebüt kam er am 23. September 1962, als er bei der 1:2-Auswärtsniederlage gegen Schwarz-Weiß Essen mit Wilhelm Burgsmüller das Verteidigerpaar bildete. Sein zweiter Einsatz war erfolgreicher. Am 31. März 1963 gewann Dortmund mit 2:1 Toren das Auswärtsspiel gegen den SC Viktoria Köln und der junge Verteidiger bekämpfte dabei zumeist den Kölner Rechtsaußen Carl-Heinz Rühl. In der Endrunde – Stammverteidiger beim Gewinn der deutschen Meisterschaft 1963 waren Burgsmüller und Lothar Geisler – kam der Nachwuchsspieler aber zu keinem Einsatz.

#### Bundesliga, Europacup, Nationalmannschaft, 1963 bis 1969
Zur Runde 1963/64 nahm die neu gegründete Fußball-Bundesliga den Spielbetrieb auf und der robuste Abwehrspieler, der zumeist als Verteidiger eingesetzt wurde, spielte sich im Lauf der Runde in die Stammbesetzung der BVB-Elf. Als vor dem Rundenstart am 14. August 1963 in Hannover das DFB-Pokalfinale mit 0:3 Toren gegen den Hamburger SV verloren wurde, verteidigten vor Torhüter Bernhard Wessel aber noch das Paar Burgsmüller und Geisler. Am zweiten Bundesliga-Spieltag, den 31. August 1963, debütierte der „giftige Zweikämpfer“ in der Liga beim 3:3-Heimremis im Stadion Rote Erde gegen den TSV 1860 München. Die Borussia belegte am Rundenende den vierten Rang und Redder hatte 26 Rundenspiele absolviert und zwei Tore erzielt. Zum sportlichen Höhepunkt wurden aber die Spiele im Europapokal der Meister gegen Benfica Lissabon, Dukla Prag und Inter Mailand. Redder verteidigte am 4. Dezember 1963 gegen José Augusto beim 5:0-Heimerfolg gegen den Cup-Sieger der Jahre 1961 und 1962 aus Lissabon, war bei den Erfolgen gegen die von Josef Masopust angeführte Dukla-Elf aus Prag dabei und auch in den zwei Halbfinalspielen im April 1964 gegen den späteren Cup-Gewinner aus Mailand. In der Inter-Offensive lernte er die Qualitäten von Jair da Costa, Sandro Mazzola und Mario Corso kennen und konnte auch Fachleute von seinen Qualitäten überzeugen. Der scheidende Bundestrainer Sepp Herberger nominierte den Dortmunder Verteidiger für sein Abschiedsspiel am 7. Juni 1964 in Helsinki gegen Finnland in der deutschen Fußballnationalmannschaft.
Im zweiten Bundesligajahr, 1964/65, erreichten die Schwarz-Gelben den dritten Rang in der Liga und setzten der Runde im DFB-Pokal mit dem Gewinn des Endspiels am 22. Mai 1965 in Hannover mit 2:0 Toren gegen Alemannia Aachen die Krone auf. Redder bildete dabei mit Gerhard Cyliax das Verteidigerpaar. Unter Herberger-Nachfolger Helmut Schön kam Redder am 10. März 1965 in Hannover gegen die Niederlande beim 1:1-Remis in der B-Nationalmannschaft und am 25. Juni in Freiburg beim Länderspiel der Juniorennationalmannschaft U 23 gegen England noch zu zwei weiteren Berufungen in DFB-Teams.
Im Jahr der Fußballweltmeisterschaft 1966 in England absolvierte Borussia Dortmund mit Verteidiger Redder aber seine bis dahin erfolgreichste Runde. In der Bundesliga beendete man die Runde als Vizemeister und am 5. Mai 1966 gehörte er zur Borussen-Elf, die im Endspiel um den Europapokal der Pokalsieger im Hampden Park in Glasgow erstmals durch einen 2:1-Sieg nach Verlängerung gegen den FC Liverpool einen Europapokal für eine deutsche Fußballmannschaft erobern konnte. Trainer Willi Multhaup vertraute ihm dabei die Bewachung des gefürchteten Flügelstürmers Ian Callaghan an und Reinhard „Stan“ Libuda erlöste Mannschaft und Anhang in der 106. Minute mit einer „Bogenlampe“ zum spielentscheidenden 2:1.
Das entscheidende Spiel um die Meisterschaft in der Bundesligarückrunde 1965/66 fand zwei Wochen nach dem Sensationserfolg in Glasgow gegen den punktgleichen Konkurrenten TSV 1860 München am 21. Mai in Dortmund statt. Max Merkels „Löwen“ setzten sich unter der Regie des glänzend aufgelegten Peter Grosser gegen eine nicht mehr die nötige Frische und Spannkraft besitzende Dortmunder Elf in der zweiten Spielhälfte mit 2:0 Toren durch und entschieden somit das Meisterschaftsrennen 1966.
Von 1963 bis 1969 hatte Theo Redder insgesamt 115 Einsätze für Borussia Dortmund in der Bundesliga. Dabei erzielte er zwei Tore.

## Nach der Karriere
Nach einer langwierigen Verletzung, die von lädierten Adduktoren herrührte und ihn mit einem Muskelriss ein Vierteljahr an ein Gipsbett fesselte, ließ bei dem Verteidiger die Motivation nach. Da sein Vater, der eine Bäckerei führte, schwer erkrankte, übernahm Theo Redder den elterlichen Betrieb in Wickede (Ruhr) und machte seinen Meisterbrief als Bäcker. Später musste er die Bäckerei verkaufen, arbeitete zunächst drei Jahre als Wirt, bevor er als angestellter Bäckereimeister in einer großen Kaufhauskette arbeitete. Im Jahr 1987 rief Redder die Traditionsmannschaft des BVB wieder ins Leben, die er bis 2005 auch leitete. Danach übernahm Günter Kutowski diese Funktion.
Theo Redder ist derzeit 2. Vorsitzender des Ältestenrates bei Borussia Dortmund, ihm gehören verschiedene verdiente ältere Spieler von Borussia Dortmund an. Dieser Rat hat beratende Funktion.